# Zemský výbor
Zemský výbor byl od roku 1861 až do druhé světové války výkonný orgán (obdoba vlády) zemí Rakouského císařství (od roku 1867 v Předlitavsku) a poté zemí v Československé republice. Zemské výbory navázaly na stavovské zemské výbory, které od zrušení patrimoniální správy po roce 1848 až do 1861 fungovaly provizorně na podobném poli, ale vzhledem k neoabsolutismu s výrazně omezenými pravomocemi. Zemský výbor byl volen zemským sněmem (v Čechách měl osm, na Moravě šest a ve Slezsku čtyři členy a předsedu) a jeho předsedou byl zemský maršálek, případně v jiných zemích zemský hejtman. V Čechách byl zemský výbor nahrazen zemskou správní komisí v roce 1913 po vydání anenských patentů. V některých nástupnických státech Rakouska-Uherska vznikaly instituce s podobným vymezením jako zemské výbory. V nově vzniklé Rakouské republice byly zemské výbory nahrazeny zemskými vládami.
Podle zákona o organisaci politické správy  (účinnost 1. prosince 1928) předsedal zemskému výboru zemský prezident. Členové výboru byli voleni z členů zemského zastupitelstva na první ustavující schůzi nově zvoleného zastupitelstva.  Výbory měly v zemi České, Moravskoslezské a Slovenské 12 členů a 12 náhradníků, v zemi Podkarpatoruské 6 členů a 6 náhradníků. Schůze zemského výboru byly neveřejné a do sídla zemského úřadu je svolával zemský prezident nejméně jednou měsíčně. V případě, že o svolání schůze požádali písemně aspoň 4 členové zemského výboru, musel ji zemský prezident svolat nejpozději do pěti dnů. Zápisy z těchto schůzí prováděl úředník, pověřený zemským prezidentem.